# جولييان إينفانت
جولييان إينفانت (بالإسبانية: Julián Infante)‏ هو ملحن إسباني، ولد في 17 يوليو 1957 في فوينتي إل فريسنو في إسبانيا، وتوفي في 4 ديسمبر 2000 في مدريد في إسبانيا بسبب إيدز.

## وصلات خارجية
- جولييان إينفانت على موقع ميوزك برينز (الإنجليزية)
- جولييان إينفانت على موقع ديسكوغز (الإنجليزية)